# 맛푸역
맛푸역(일본어: 真布駅)은 일본 홋카이도 우류 군 누마타정에 위치한 홋카이도 여객철도 루모이 본선의 철도역이다. 단선 승강장 1면 1선의 구조를 갖춘 지상역이다.

## 이용 현황
- 1992년도 : 8명

## 역 주변
- 후지사와 저수지
- 후지사와 댐

## 역사
- 1956년 7월 1일 : 일본국유철도 루모이 본선의 이시카리누마타 역 - 에비시마 역 간에 맛푸 가승강장으로서 신설개업. 여객 취급만.
- 1987년 4월 1일 : 일본국유철도 분할 민영화에 의해, 홋카이도 여객철도가 승계.
- 1990년 3월 10일 : 영업거리 설정.
- 1997년 4월 1일 : 선로 명을 루모이 본선으로 개칭, 그것에 수반해 이 선의 역이 된다.
- 2023년 4월 1일: 폐역.

## 인접 역
| 홋카이도 여객철도 루모이 본선 | 홋카이도 여객철도 루모이 본선 | 홋카이도 여객철도 루모이 본선 |
| ----------------------------- | ----------------------------- | ----------------------------- |
| 이시카리누마타 후카가와 방면  | 루모이 본선                   | 에비시마 마시케 방면          |